# São Pedro da Cova
São Pedro da Cova é uma vila portuguesa que foi sede da extinta Freguesia de São Pedro da Cova do Município de Gondomar, freguesia que tinha 13,89 km² de área e 16 478 habitantes (2011), tendo, assim, uma densidade populacional de 1 186,3 hab./km².
A povoação de São Pedro da Cova foi elevada à categoria de vila em 1989.
A Freguesia de São Pedro da Cova foi extinta em 2013, no âmbito de uma reforma administrativa nacional, para, em conjunto com a Freguesia de Fânzeres, formar uma nova freguesia denominada União das Freguesias de Fânzeres e São Pedro da Cova com a sede em Fânzeres.
Constituiu o couto de São Pedro da Cova até 1820. Nessa data passou a ter a categoria de concelho que viria a ser extinto em 1836. Tinha, em 1801, 697 habitantes. Com a extinção do concelho de São Pedro da Cova, a povoação passou a fazer parte do concelho de Gondomar.

## História
Em 1795 foi descoberta na freguesia importantes jazidas de carvão de pedra (antracite).
O complexo mineiro daí resultante foi explorado até 25 de Março de 1970. 
Até finais da II Guerra Mundial, as minas de São Pedro da Cova, que chegaram a empregar 1800 pessoas, eram as mais importantes do país de onde se extraía 70% da produção nacional de carvão.

## Património
- Capela de São Vicente, no lugar de Beloi
- Cavalete do Poço de São Vicente: é o ex-líbris de São Pedro da Cova e um dos elementos edificados mais relevantes para a conservação da memória histórica das minas de carvão que, durante cerca de 7 décadas, fizeram da povoação um centro industrial de inquestionável valor para a economia nacional.[6]
- Igreja Matriz de São Pedro da Cova
- Museu Mineiro de São Pedro da Cova – Casa da Malta
- Parque das Serras do Porto

## Política

### Eleições autárquicas

#### Junta de Freguesia
| Partido      | %    | M    | %    | M    | %    | M    | %    | M    | %    | M    | %    | M    | %    | M    | %    | M    | %    | M    | %    | M    |
| Partido      | 1976 | 1976 | 1979 | 1979 | 1982 | 1982 | 1985 | 1985 | 1989 | 1989 | 1993 | 1993 | 1997 | 1997 | 2001 | 2001 | 2005 | 2005 | 2009 | 2009 |
| ------------ | ---- | ---- | ---- | ---- | ---- | ---- | ---- | ---- | ---- | ---- | ---- | ---- | ---- | ---- | ---- | ---- | ---- | ---- | ---- | ---- |
| PS           | 38,5 | 5    | 41,1 | 8    | 35,3 | 7    | 21,5 | 2    | 22,0 | 3    | 27,8 | 4    | 26,0 | 4    | 19,4 | 3    | 14,2 | 2    | 34,4 | 5    |
| FEPU/APU/CDU | 33,2 | 4    | 37,5 | 7    | 39,4 | 8    | 67,4 | 9    | 48,1 | 8    | 38,6 | 5    | 30,8 | 4    | 37,4 | 5    | 43,5 | 6    | 38,7 | 6    |
| PPD/PSD      | 13,6 | 1    |      |      | 19,7 | 4    | 19,5 | 2    | 16,7 | 2    | 25,8 | 4    | 36,1 | 5    | 36,1 | 5    |      |      |      |      |
| CDS-PP       | 9,7  | 1    |      |      | 3,7  |      | 2,9  |      | 4,7  |      | 3,3  |      | 1,8  |      | 2,0  |      |      |      |      |      |
| AD           |      |      | 19,8 | 4    |      |      |      |      |      |      |      |      |      |      |      |      |      |      |      |      |
| PSD-CDS      |      |      |      |      |      |      |      |      |      |      |      |      |      |      |      |      | 32,1 | 5    | 14,6 | 2    |